# Satriajaya
Satriajaya is een bestuurslaag in het regentschap Bekasi van de provincie West-Java, Indonesië. Satriajaya telt 15.594 inwoners (volkstelling 2010).